# Invisible (U2)
Invisible è un singolo del gruppo musicale irlandese U2, pubblicato il 2 febbraio 2014 dalla Island Records.

## Descrizione
Eseguito per la prima volta in occasione del Super Bowl XLVIII, Invisible è stato descritto dal frontman Bono come una canzone d'amore non convenzionale. Le sonorità risultano prettamente new wave e influenzate, secondo Bono, dal punk rock e dalla musica elettronica.
Il brano è stato successivamente inserita nell'edizione limitata dell'album Songs of Innocence come traccia fantasma.

## Video musicale
Il videoclip, diretto da Mark Romanek e pubblicato il 12 febbraio 2014, mostra il gruppo eseguire il brano e giocando con le luci su ciò che è visibile e non; durante l'assolo di The Edge, Bono si lancia verso il pubblico eseguendo un crowd surfing.

## Tracce
1. Invisible ((RED) Edit Version) – 3:47

## Classifiche
| Classifica (2014)                | Posizione massima |
| -------------------------------- | ----------------- |
| Austria                          | 39                |
| Belgio (Fiandre)                 | 43                |
| Belgio (Vallonia)                | 9                 |
| Canada                           | 44                |
| Danimarca                        | 28                |
| Francia                          | 11                |
| Germania                         | 48                |
| Giappone                         | 38                |
| Italia                           | 6                 |
| Paesi Bassi                      | 41                |
| Spagna                           | 5                 |
| Stati Uniti                      | 108               |
| Stati Uniti (alternative)        | 28                |
| Stati Uniti (mainstream rock)    | 15                |
| Stati Uniti (rock & alternative) | 15                |
| Svizzera                         | 22                |